# Amphipyra molybdea
Amphipyra molybdea là một loài bướm đêm thuộc họ Noctuidae. Nó được tìm thấy ở miền nam Nga, phía nam đến Thổ Nhĩ Kỳ.